# Álvaro Ormeño
Álvaro Andrés Ormeño Salazar (* 4. April 1979 in Viña del Mar) ist ein ehemaliger chilenischer Fußballspieler. Der Verteidiger spielte achtmal in der Nationalmannschaft Chiles.

## Karriere

### Verein
Álvaro Ormeño spielte in der Jugend des CSD Colo-Colo, schaffte allerdings nicht den Sprung in die Profimannschaft. Der Verteidiger wechselte in die Tercera División, wo er 1999 für Hosanna spielte. Danach spielte er zwei Jahre in der Primera B bei Deportivo Ñublense und Deportes Ovalle. Sein erstes Ligaspiel in der Primera División absolvierte Ormeño 2002 bei Santiago Morning. Nach drei weiteren Jahren bei Everton, mit denen er 2003 Meister der Primera B wurde, kam Ormeño zu Colo-Colo zurück. Mit den Albos wurde er 2006 Meister der Apertura und Clausura. Zudem erreichte Colo-Colo das Finale der Copa Sudamericana, das die Chilenen gegen den mexikanischen Klub CF Pachuca nach 1:1 im Hinspiel mit 1:2 verloren.
2007 stimmte Ormeño dem Wechsel nach Argentinien zu Gimnasia y Esgrima La Plata zu, bei dem er unangefochtener Stammspieler war und vier Jahre lang spielte. Nach zwei weiteren Jahren bei Colo-Colo, in denen er nicht an seine alten Leistungen anknüpfen konnte, wechselte Ormeño zu Deportes Iquique. Mit dem Klub aus dem Norden des Landes gewann er die Copa Chile 2013/14. Zum Abschluss seiner Karriere wechselte Ormeño in die Primera B zu den Rangers de Talca, bei denen er 2015 seine Karriere beendete.

### Nationalmannschaft
Álvaro Ormeño gab sein Debüt für Chile beim Freundschaftsspiel im Juni 2007 gegen Costa Rica. Nach einem weiteren Freundschaftsspiel gegen Jamaika als Einwechselspieler wurde er von Trainer Nelson Acosta für die Copa América 2007 nominiert. Dort kam Ormeño in den Gruppenspielen beim 3:2-Erfolg gegen Ecuador und bei der 0:3-Niederlage gegen Brasilien über die volle Spielzeit zum Einsatz. La Roja erreichte als Gruppendritter das Viertelfinale, wo das Team erneut auf Brasilien traf und mit 1:6 verlor. Diese Niederlage war zugleich das letzte Länderspiel Ormeños. Nach dem Turnier wurde Ormeño mit einer 20-Spiele-Sperre vom Verband belegt, da er mit mehreren Mannschaftskollegen vor dem Gruppenspiel gegen Brasilien Alkohol getrunken hatte.

## Erfolge
Everton
- Meister der Primera B: 2003

Colo-Colo
- Chilenischer Meister: 2006-A, 2006-C
- Finalist der Copa Sudamericana: 2006

Deportes Iquique
- Chilenischer Pokalsieger: 2013/14

## Persönliches
Álvaro Ormeño ist Sohn des elfmaligen Nationalspielers und der Colo-Colo-Legende Raúl Ormeño. Auch sein deutlich jüngerer Bruder spielt Profifußball.